# 堀川小泉町
堀川小泉町（ほりかわこいずみまち）は、富山県富山市の町名である。堀川地区センターが所在している。

## 歴史
- 1889年（明治22年）4月1日 - 町村制施行に伴い上新川郡大町村、上堀村、下堀村、本郷下新村、今泉村、太郎丸村、二口村、根塚村、布瀬村、下黒瀬村、上掛尾村、上新保村、上本郷村、下掛尾村（一部）、大泉村（一部）、西田地方村（一部）、西中野村（一部）、磯部村（一部）、小泉村（一部）、安野屋村（一部）が合併し、堀川村（ほりかわむら）が発足。
- 1909年（明治42年）4月1日 - 一部を分離し富山市に編入。
- 1931年（昭和6年）4月1日 - 町制施行し堀川町となる。
- 1942年（昭和17年）5月20日 - 富山市に編入され消滅。

## 施設
- 富山市堀川地区センター
- 富山県立富山いずみ高等学校

## 交通
富山軌道線の堀川小泉停留場で下車

## 参考出典
『富山県の地名』平凡社